# Algámitas
Algámitas – gmina w Hiszpanii, w prowincji Sewilla, w Andaluzji, o powierzchni 20,42 km². W 2011 roku gmina liczyła 1326 mieszkańców. El Peñón jest jednym z symboli Algámitas i znajduje się naprzeciwko najwyższego punktu w prowincji Sewilla.